# Ibrahim et Khalid El Bakraoui
Ibrahim El Bakraoui, né le 9 octobre 1986 à Bruxelles, et Khalid El Bakraoui, né le 12 janvier 1989 dans la même ville, et morts le 22 mars 2016 respectivement à Zaventem et Bruxelles, sont deux des terroristes islamistes belges impliqués dans les attentats du 13 novembre 2015 à Paris, puis auteurs des attentats du 22 mars 2016 à Bruxelles, qui ont entraîné la mort d'au moins 31 personnes. Le premier a commis un attentat-suicide à l'aéroport de Bruxelles, le second dans une rame de métro qui quittait la station de Maelbeek dans le centre de Bruxelles,. Ces attaques ont été revendiquées par l'organisation État islamique. Tous les deux sont les cousins germains d'Oussama Atar, l'organisateur des attentats de Paris et de Bruxelles.

## Biographie
Les deux frères sont initialement connus de la justice pour des faits de grand banditisme. En 2010, Ibrahim El Bakraoui est condamné à une peine de 9 ans de prison pour avoir, au cours d'un braquage, fait feu en direction de la police belge. À l'époque, ces faits sont qualifiés par Freddy Thielemans, alors bourgmestre de Bruxelles, de « faits divers ». Il est libéré sous conditions en 2014. En 2011, son frère Khalid est condamné à 5 ans de prison pour des vols avec violences de véhicule (de type carjacking). Il est notamment en possession de kalachnikov lors de son arrestation.
Après l'avoir arrêté en juin 2015, les autorités turques ont expulsé Ibrahim El Bakraoui vers les Pays-Bas le 14 juillet 2015. À la suite des attentats de Bruxelles, Erdoğan accusera la Belgique et les Pays-Bas de laxisme pour n'avoir pas pris de mesure contre lui à la suite de son expulsion. Koen Geens, ministre de la Justice belge, a d'abord infirmé l'information selon laquelle Ibrahim El Bakraoui aurait été déporté vers la Belgique. Il a ajouté qu'en toute hypothèse celui-ci n'était alors connu que pour des faits de droit commun. Ard van der Steur, ministre de la Justice néerlandais, a confirmé les dires de Geens. Ibrahim El Bakraoui aurait été relâché à son arrivée à Amsterdam-Schiphol, à défaut d'être connu des autorités et de figurer sur des listes de personnes suspectes. Il a par ailleurs prétendu que la police néerlandaise aurait mis en garde son homologue belge sur les risques que présentait l'individu, le 17 mars 2016, à la suite d'une information communiquée par le FBI. Cette information a été démentie par la police fédérale belge.
Trois semaines avant le 13 novembre, le 21 octobre 2015, la police se présente à son domicile Rue du Fort à Laeken pour une enquête sur un trafic d'armes, mais la police ne trouve alors pas d’éléments concluants. Quelques semaines plus tôt, il a déjà loué sous un faux nom un appartement Rue du Fort à Charleroi qui sera utilisé pour accueillir Abdelhamid Abaaoud avant qu'il ne rejoigne Paris. Malgré son profil inquiétant, El Bakraoui est laissé en liberté. Il décide ensuite de disparaître, quittant officiellement son épouse et change de téléphone.

### Une radicalisation déjà existante en 2014
Oussama Krayem, l’un des terroristes survivants de l'attentat du 22 mars 2016, a surpris des enquêteurs de police le 20 décembre 2016 avec des informations qu’il a obtenues d’un autre terroriste, Khalid El Bakraoui, deux jours avant les attentats du 22 mars, rapporte De Morgen. “Khalid m’a dit que lui et Ibrahim avaient tiré sur quelqu’un dans la rue”, aurait expliqué Krayem. “Une personne choisie au hasard. Je lui ai demandé ce qui s’était passé d’autre. Il a dit que la police avait récupéré le corps et que c’était tout. Il a souri quand il m’a dit ça.”
La victime de ce "meurtre test” s’appelait Paul-André Vanderperren. Originaire de Jette, l’employé retraité était âgé de 76 ans. Ce supporter d’Anderlecht a été abattu d’une balle en pleine tête en revenant d'un café Mercure, à quelques centaines de mètres de son domicile à Jette, le dimanche soir 14 décembre 2014 vers 20h30. Il s’y rendait toutes les semaines pour aller voir des matchs de football. À l’époque, les enquêteurs avaient qualifié ce meurtre de mystérieux.
Fin mai 2018, le parquet de Bruxelles avait lancé un nouvel appel à témoins à propos de cette affaire Vanderperren.

## Implication dans les attentats
Les deux frères sont impliqués en liens étroits avec les activités terroristes de Salah Abdeslam. Après le 13 novembre, Khalid El Bakraoui loue de nouveau sous un faux nom l'appartement de la rue du Dries à Forest, où se dissimule Salah Abdeslam pendant sa cavale et qui est le théâtre des opérations policières du 15 mars 2016.
Le 23 mars 2016, les frères sont identifiés comme étant deux des trois kamikazes, auteurs des attentats du 22 mars 2016. Khalid El Bakraoui s'est fait exploser dans une rame de métro qui quittait la station de métro Maelbeek, et Ibrahim El Bakraoui à l'aéroport de Bruxelles. 
Un ordinateur appartenant à Ibrahim El Bakraoui est retrouvé dans une poubelle, un testament destiné à des membres de sa famille y est découvert. Le terroriste y écrit être dans la précipitation, ne plus savoir quoi faire et craindre de finir dans une cellule aux côtés de « lui », c'est-à-dire très probablement Salah Abdeslam.
Le 13 avril 2016, l'Etat islamique (EI) affirme dans sa revue en anglais Dabiq que les frères El Bakraoui sont les instigateurs des attentats de Paris le 13 novembre et de Bruxelles le 22 mars. Selon l'EI, ils se seraient radicalisés en prison et se seraient fournis les armes et les explosifs utilisés lors des deux attentats.
Le 5 juillet 2016, Al-Hayat Media Center, alors principal organe de propagande de l'EI, publie un chant religieux (nachid) intitulé Ma Vengeance dans lequel il rend — entre autres — hommage aux frères El Bakraoui. Khalid y est notamment présenté comme « un frère déterminé, dans un wagon miné pour les exterminer, voir l'islam dominer ».